# Hamingia arctica
Hamingia arctica is een lepelworm uit de familie Bonelliidae.
De wetenschappelijke naam van de soort werd in 1881 gepubliceerd door Daniel Cornelius Danielssen & Johan Koren.